# Carlos Luz
Carlos Coimbra da Luz ([ˈkaɾlus koˈĩbrɐ da ˈlus]; 4. srpna 1894 – 9. února 1961) byl brazilský politik. V listopadu 1955 byl 2 dny prezidentem v době politické krize po sebevraždě prezidenta Vargase. Stal se tak historicky nejkratší dobu sloužícím brazilským prezidentem.